# Björksund
Björksund är en herrgård i Tystberga socken, Nyköpings kommun, Södermanlands län. Björksund ligger vid Sibbofjärden, en nästan avsnörd vik av Östersjön, nordost om Nyköping. Huvudbyggnaden är uppförd 1727 i barockstil efter ritningar av Joseph Gabriel Destain. Envåningsflyglarna från 1740-talet är signerade Carl Hårleman.

## Historik
Björksund har sina medeltida anor som en del i det stora godskomplexet Sundboholm vars förste kände ägare var Ingevald Estridsson. Dennes son sålde egendomen till Bo Jonsson (Grip). 1522 delades Sundboholmsgodsen i två delar varvid Björksund blev en del och den övergick det till Göran Eriksson (Gyllenstierna), gift med Kerstin Grip. Av två hemman, Nälsäter och Flogårdshammar bildades säteriet Björksund som uppfördes på en höjd vid Sibbofjärden. Egendomen förblev i Gyllenstiernas släkt till 1776, då den delvis genom köp övergick till greve Carl Gabriel Mörner, arvinge till riksrådet och riksmarskalken Göran Gyllenstierna. Ägare 2018 är Axel Mörner.

## Huvudbebyggelsen

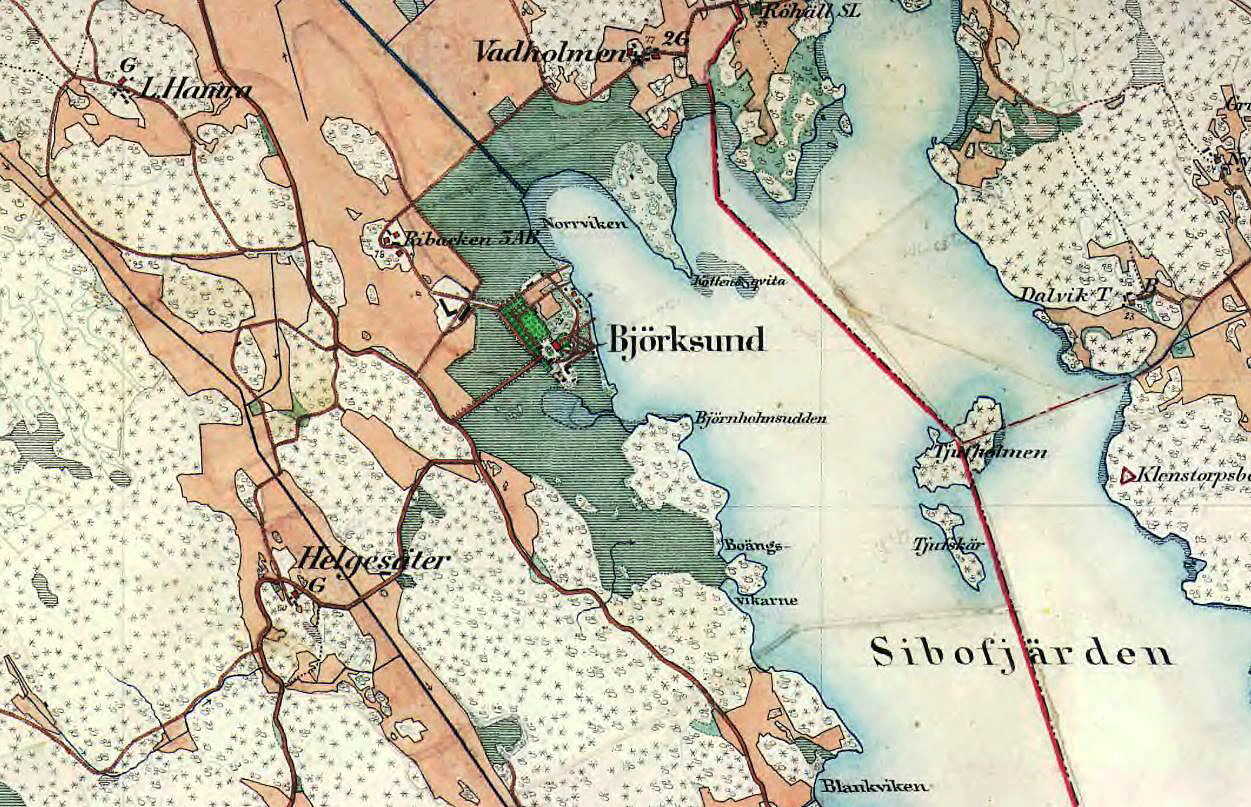
Björksund med omgivning på Häradsekonomiska kartan, 1890-tal.

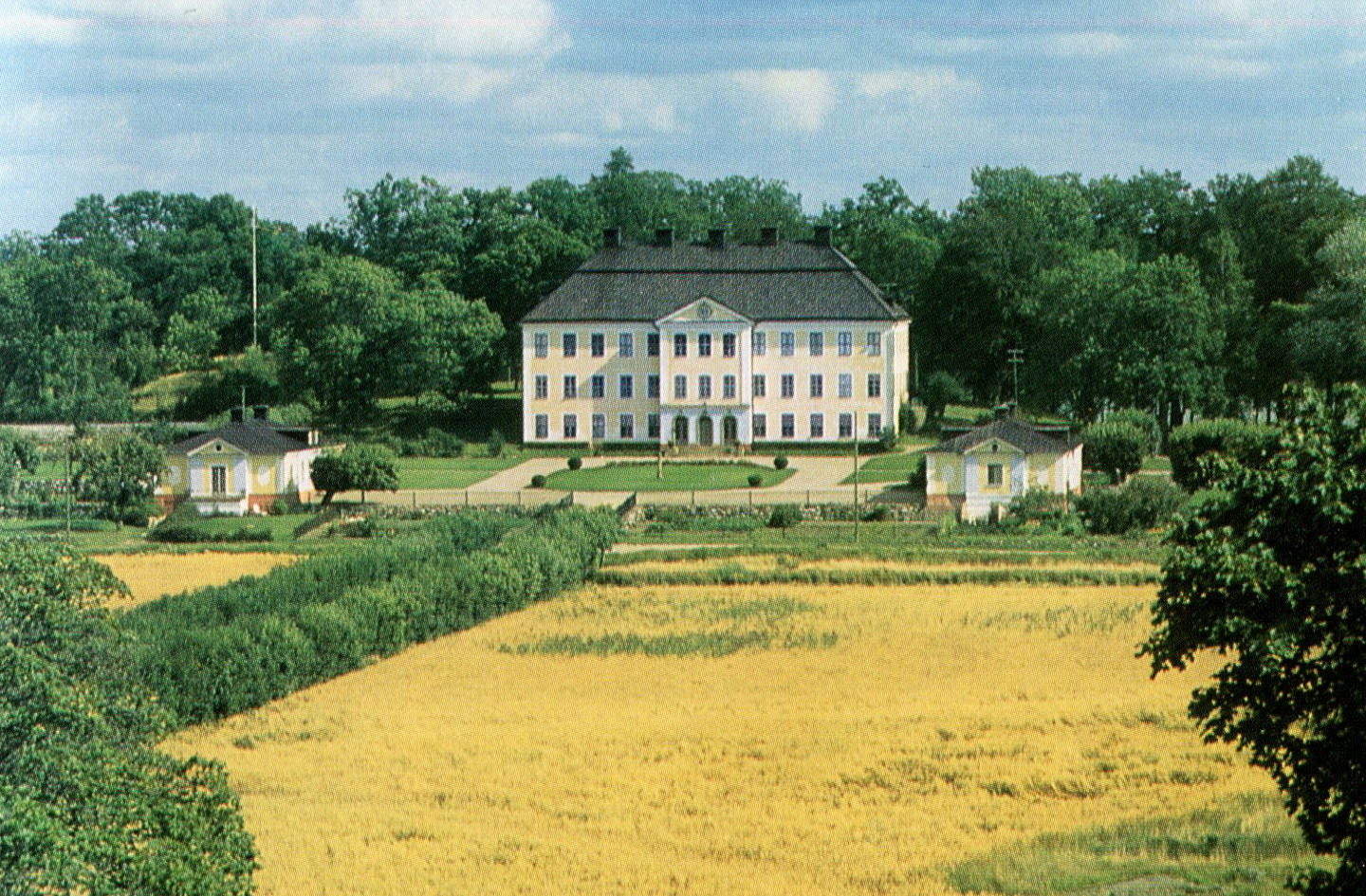
Björksund 1967.

Den gamla mangården undgick 1719 knappt rysshärjningarnas förstörelser genom en krigslist av Björksunds inspektor. Medan ryssarna brände det närbelägna Hälgö utsändes ett antal personer försedda med lurar och gamla trummor samt med lakan uppsatta på stänger, så att de såg ut som fanor. Allt detta skrämde fienden, så att den drog sig tillbaka till sina galärer. 
Idag når man gårdens corps de logi via en lång allé från färdvägen i väster (länsväg D 774). När gården anlades på en hög ås nådde östersjövattnet längre in och anläggningen hade sin infart norrifrån. Huvudbyggnaden uppfördes 1727 efter ritningar av den franske arkitekten Joseph Gabriel Destain. Han höll ungefär samtidigt på med ritningar för Tullgarns slott och Bergshammar slott. Han fick inte fullborda Björksund. Flyglarna uppfördes senare, 1740 och 1741 efter ritningar av arkitekt Carl Hårleman. Huvudbyggnaden står i en slänt och har tre hela våningar mot sydväst och två mot nordost. Båda fasaderna accentueras av en mittrisalit krönt av en fronton där den västra innehåller ett fasadur. Arkitekturen påminner om den för Bergshammar. 
De Hårlemanska flyglarna flankerar huvudbyggnaden mot sydväst. De ritades för att helt underordna sig den dominerande huvudbyggnaden. Till och med takfallen hölls så låga som möjligt. I flyglarna fanns ursprungligen bostäder för gårdens personal samt dessutom plats för kök, visthusbod, bagarstuga, mejeri och liknande. Idag är båda flyglarna bostäder. 
Samtliga fasader har en sammanhållande färgsättning. De är målade i lejongult med vita pilastrar. Kring entréerna är kulören ljusblå. Huvudingången med sina tre bågformade portaler vetter åt allén och gårdsplanen. Över mittportalen märks Nils Gyllenstiernas och hans hustru Ulrika Juliana Brahes vapensköldar. Mot sjösidan och norr om gården finns ett parkliknande landskap med arbetarbostäder och ekonomibyggnader, bland annat orangeriet och herrskapsstallet från 1766.

## Interiör
Gällande interiören kan nämnas att den ursprungliga planlösningen fortfarande är i det närmaste oförändrad. Köket, som tidigare låg i en av flygelbyggnaderna, anordnades i bostadsvåningen bredvid salen. Ändå kunde den gamla rumsverkan bibehållas. Bland slottets rum märks matsalen med gustavianska väggdekorationer och Gyllenstiernska släktporträtt, ett förmak med blåvit kakelugn, och salongen med en praktfull flamländsk vävnad från 1600-talet på väggen. Andra våningen fungerar som mellanplan med bland annat gamla biljarden, bibliotek och arkiv. I översta våningen anordnades huvudsakligen gästrum.

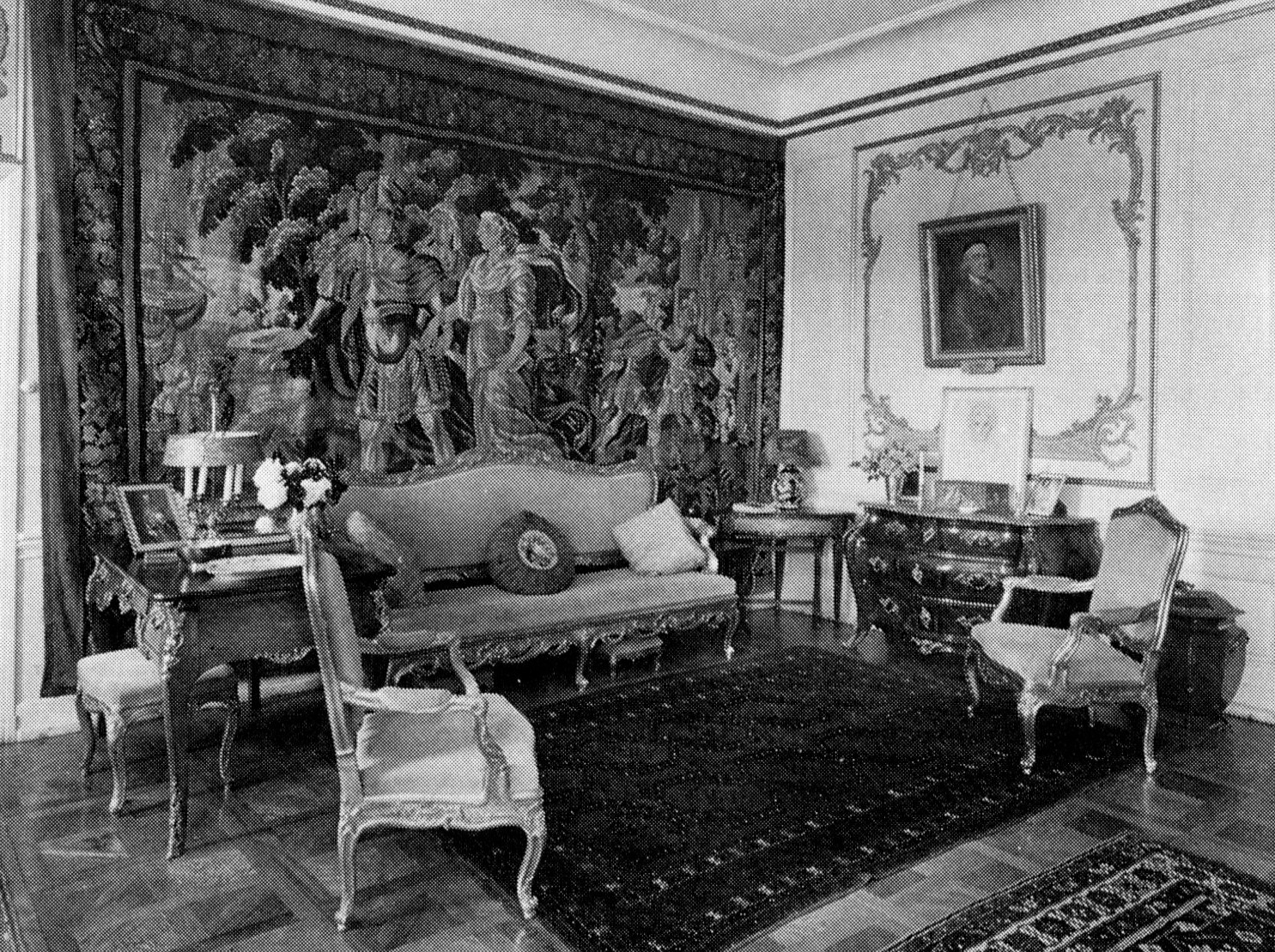
Salongen 1967.
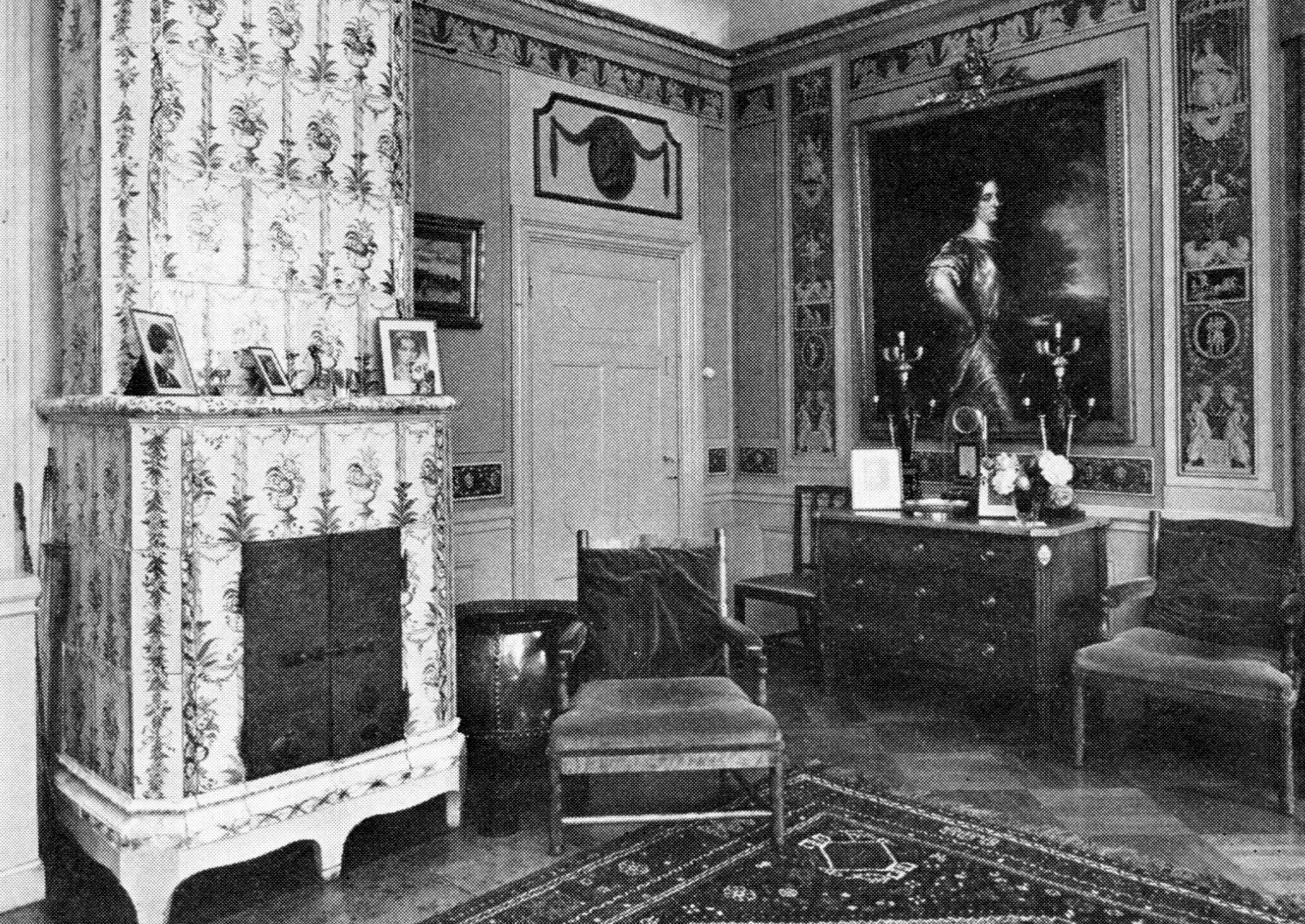
Förmak 1967.
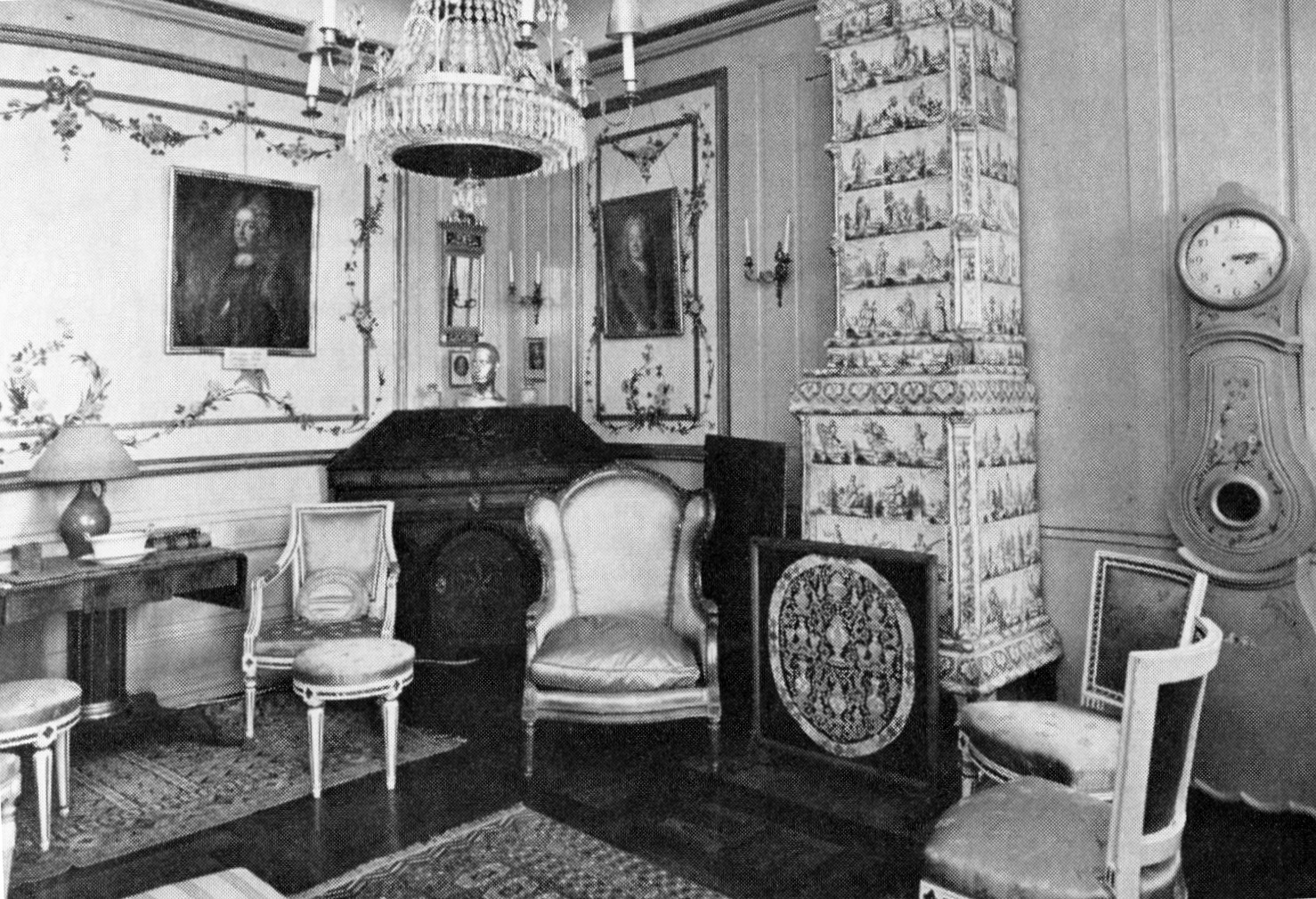
Kabinett 1967.
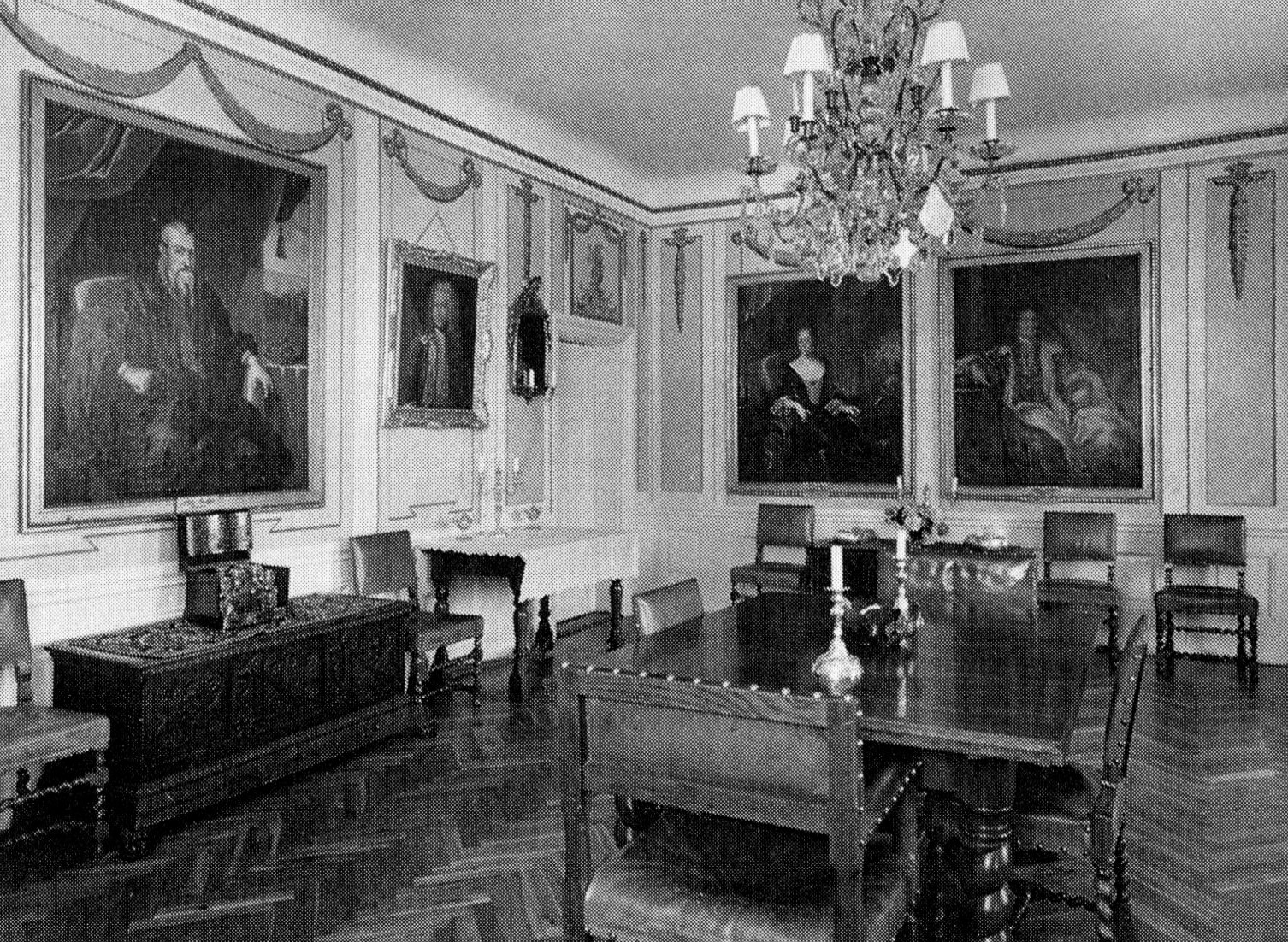
Matsalen 1967.

## Björksund idag
Godset omfattar 4 700 hektar mark och stora skärgårdsområden. Under Björksund ligger ett flertal smågårdar, torp och stugor som uthyres för permanentboende eller som fritidshus. Man arrangerar årligen en rad jakter. Genom Björksund Förvaltnings AB ägs även ett antal fastigheter i Nyköping. Det rör sig om bostadstäder, butiker, kontor och kommersiella lokaler.

## Nutida bilder

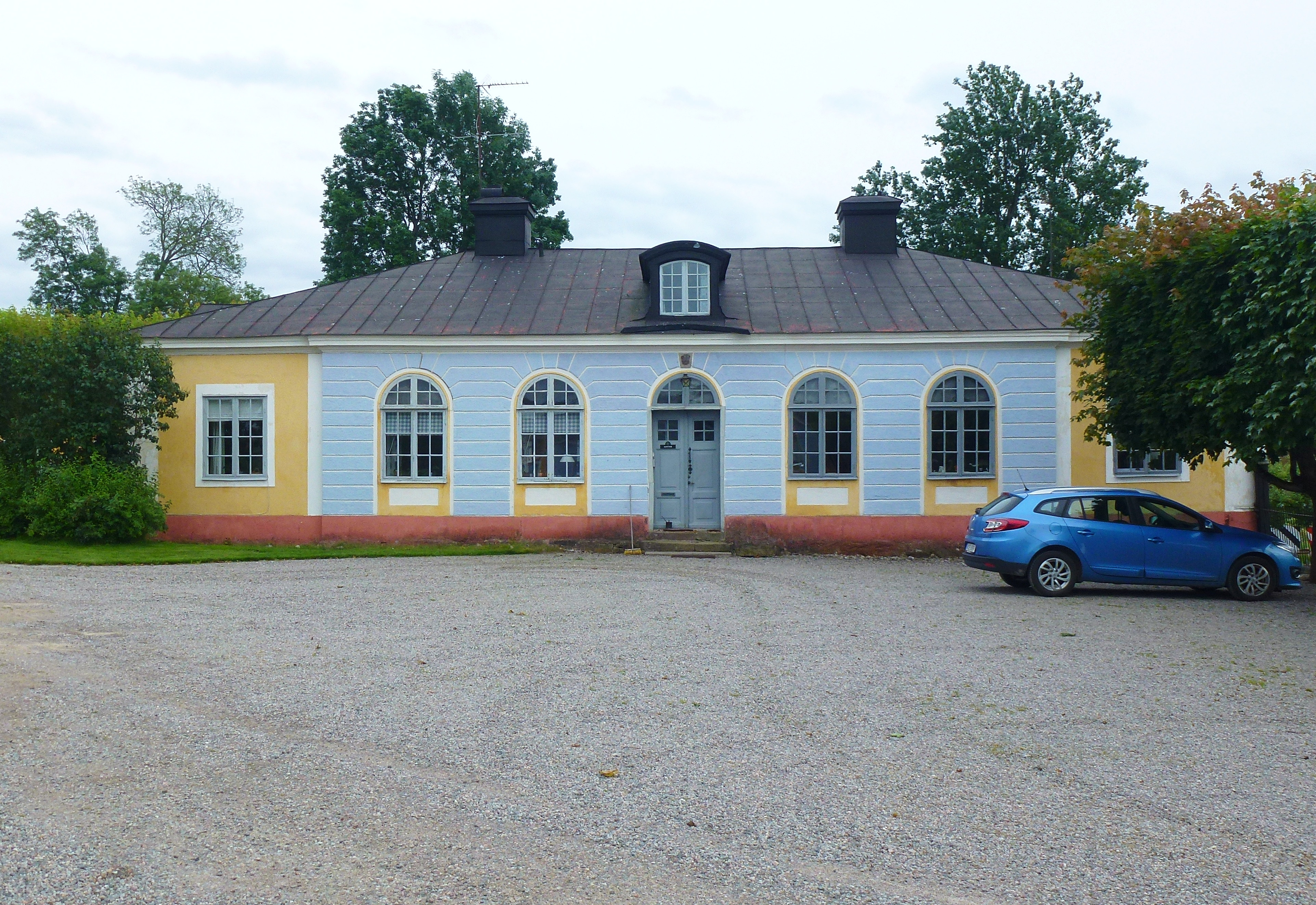
Nordvästra flygeln.
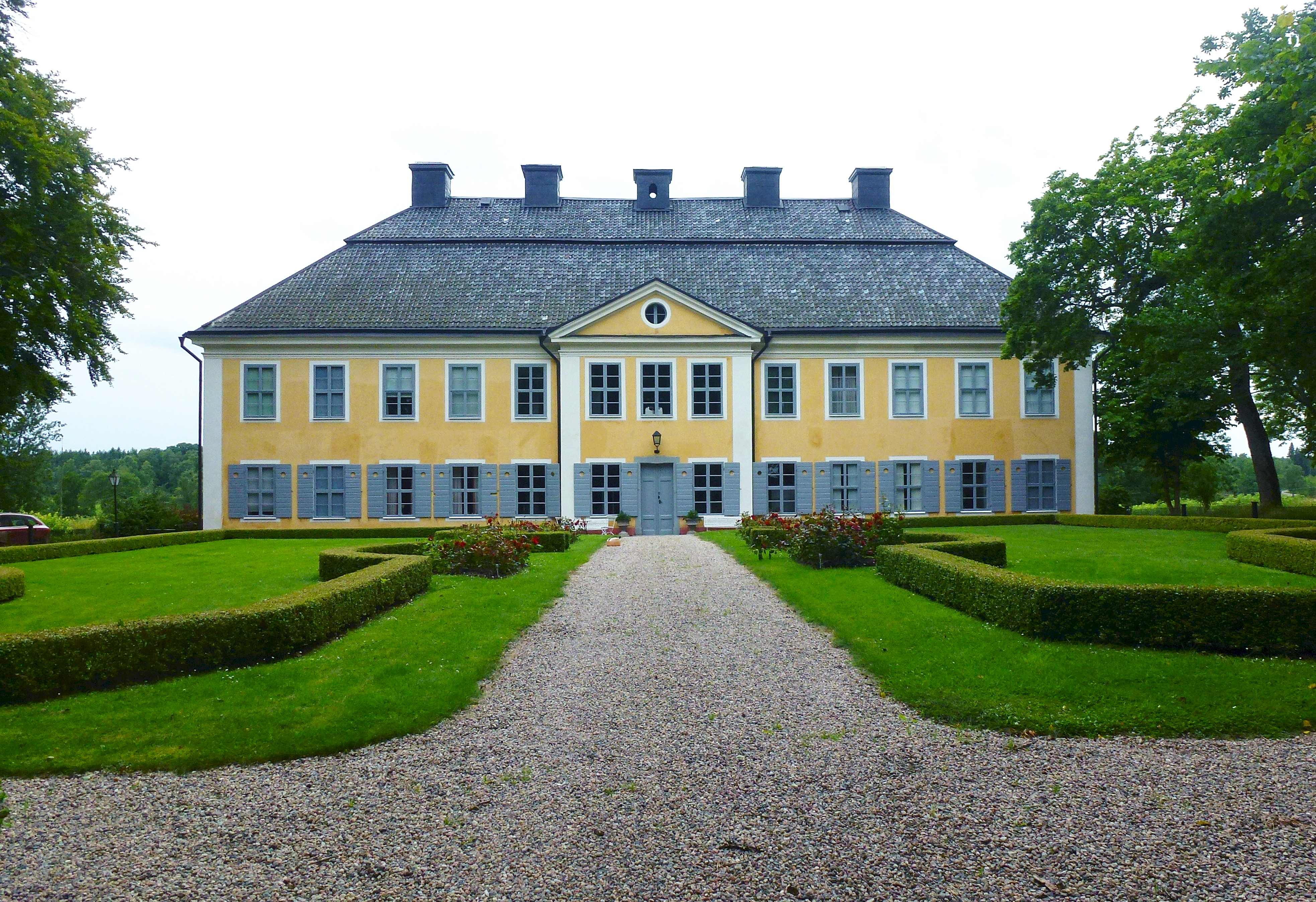
Huvudbyggnaden, fasad mot nordost.
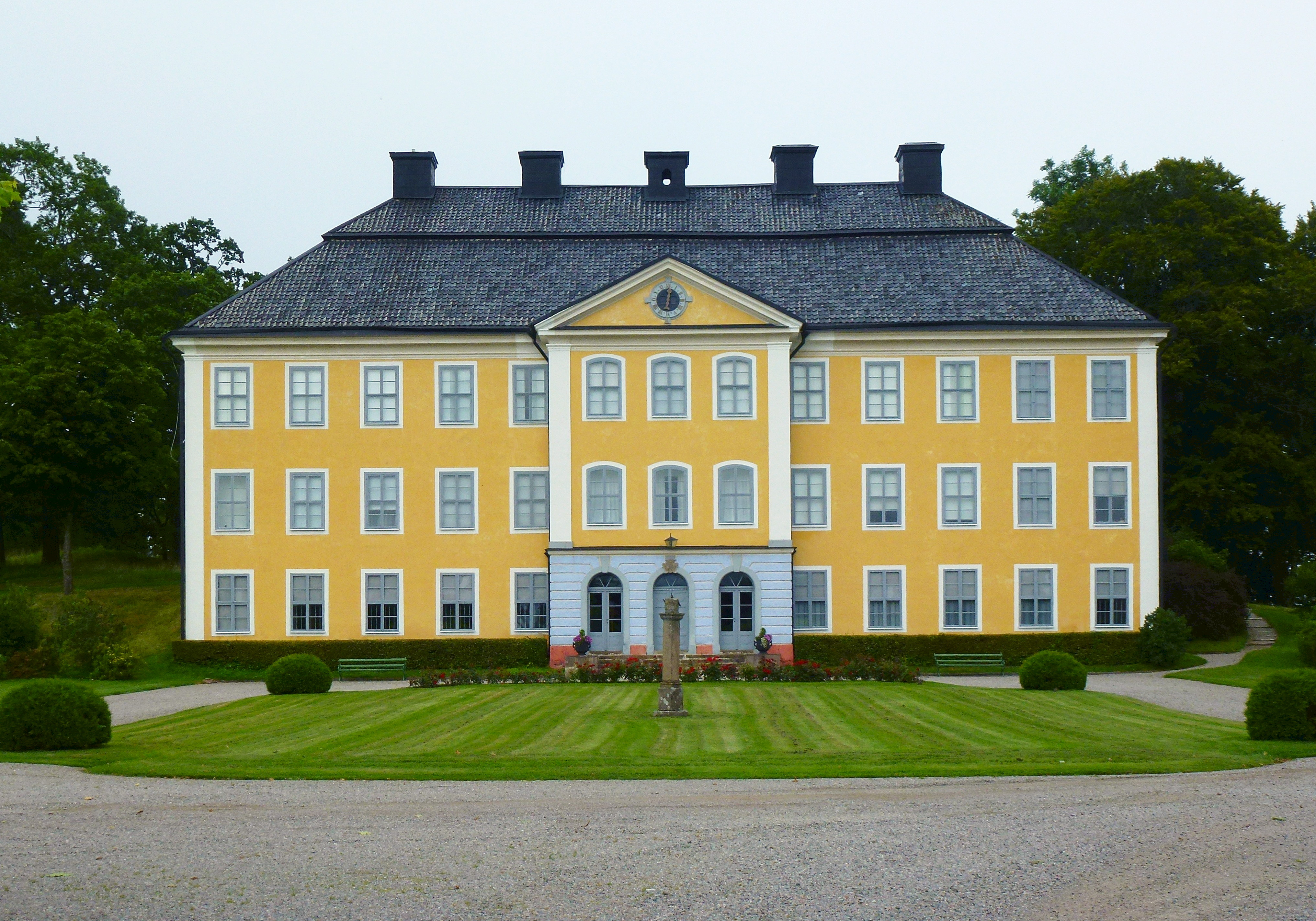
Huvudbyggnaden, fasad mot sydväst.
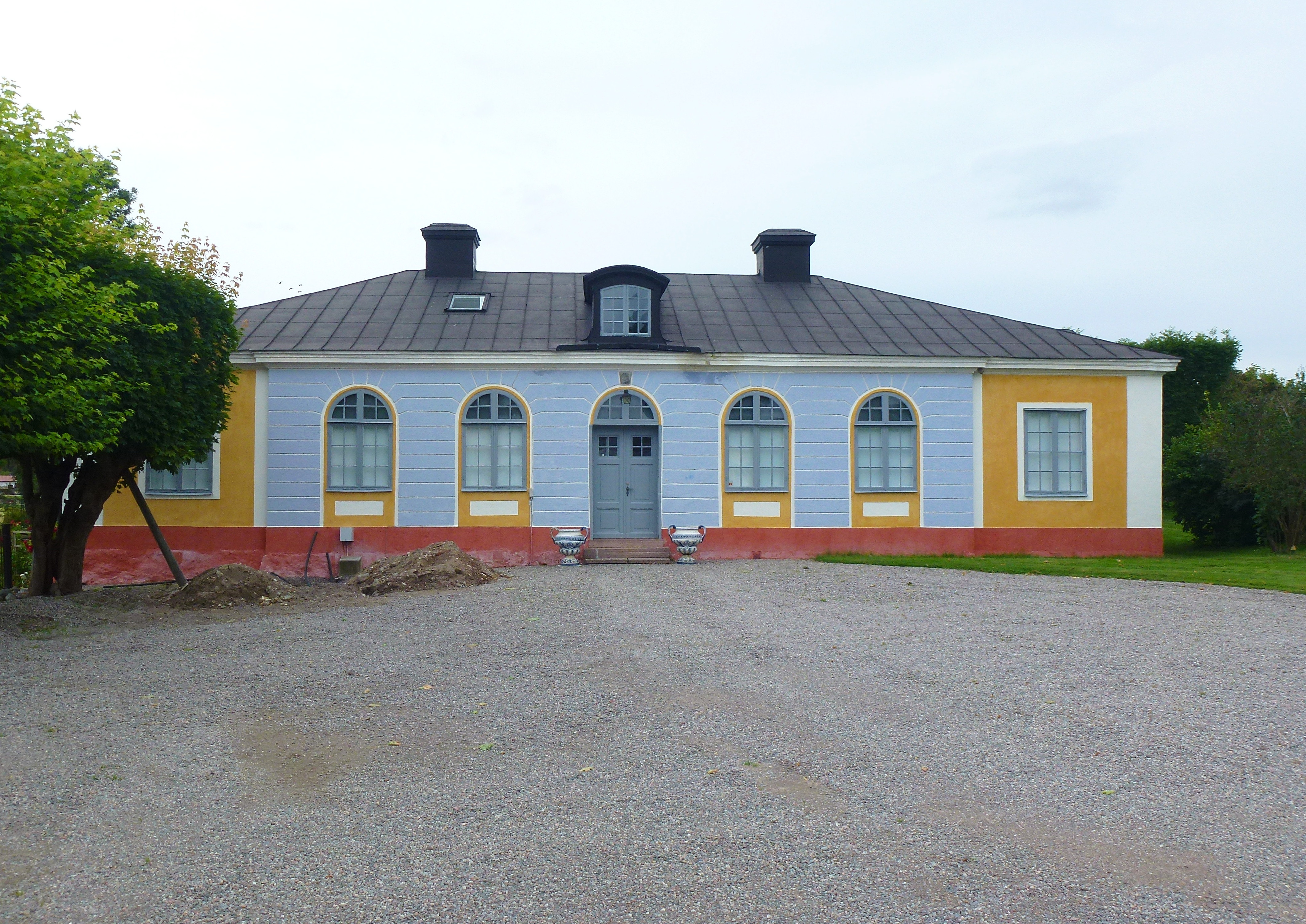
Sydöstra flygeln.